# Broken Kids Club
Broken Kids Club è il primo EP del rapper statunitense Craig Xen, pubblicato il 19 giugno 2019 dalla Empire Distribution e Cruel World.
L'album prevede le collaborazioni dei rapper XXXTentacion, Ski Mask the Slump God e Smokepurpp.

## Antefatti
L'11 novembre 2018, Craig Xen annuncia sul suo profilo Instagram l'arrivo imminente di tre progetti: I Wish Heaven Had Visiting Hours, Members Only, Vol. 4 e Love Hard, Fall Fast.
Il 13 marzo 2019, Gordwin ribattezza l'album I Wish Heaven Had Visiting Hours in Broken Kids Club, rivelando alcune copertine temporanee e fissando la data d'uscita per il 13 aprile dello stesso anno. In tale data, tuttavia, l'album non fu pubblicato. Nello stesso mese, Gordwin continuò a pubblicare immagini inerenti all'album.
Il 5 giugno, Gordwin ha dichiarato su Instagram che l'album Broken Kids Club sarebbe stato trasformato in un EP e che sarebbe stata pubblicata della merce al riguardo. Due giorni dopo, tramite un post su Instagram, Gordwin rivela che l'album sarà pubblicato in quel mese. Il 13 giugno, Craig Xen rivela che la merce sarà pubblicata a fine giugno.
Il 10 giugno, il rapper rivela la copertina ufficiale, la tracklist e la data d'uscita dell'album fissata per il 19 giugno 2019, mettendo l'album in pre-ordine su iTunes e rendendolo disponibile al presalvataggio su Spotify. L'album è formato da 7 tracce e prevede le collaborazioni di XXXTentacion, TankHead666, Gvllow, Flyboy Tarantino, Ski Mask the Slump God e Smokepurpp.
Il giorno dopo, in merito al cambiamento del nome, Gordwin ha rivelato: "l'album è un movimento, ho deciso di costruirci attorno dal momento in cui stavo lavorando al mio full-length". Qualche giorno dopo, in un'intervista con HotNewHipHop, il rapper ha dichiarato: "[l'album] non è musica da festa. È dopo la festa, quando tutto il fumo si dirada, tutti tornano a casa e tu sei ancora sveglio fino a tarda notte ad affrontare le tue emozioni". Gordwin ha paragonato lo stile e il genere musicale di Broken Kids Club a quello dei rapper deceduti XXXTentacion, Lil Peep e Mac Miller.

## Promozione
Verso fine 2016, Ski Mask the Slump God e Smokepurpp diffondono lo snippet di un brano originariamente intitolato Look At My Wrist. Il 31 agosto 2017, il rapper Rich2Litt ha pubblicato una canzone intitolata Savage, in collaborazione con Ski Mask, la quale utilizza la stessa identica strumentale di Look At My Wrist, portando i fan a credere che questa fosse la versione finale della canzone precedentemente mostrata. Tuttavia nel 2018, in una storia di Instagram, Gordwin pubblica uno snippet dove si può ascoltare la sua strofa sopra l'identico beat. Successivamente il brano viene rinominato Stain (stilizzato STAIN), portando alla pubblicazione dello stesso su tutte le piattaforme il 7 settembre 2018.
Nel novembre 2017, il rapper XXXTentacion pubblica su Snapchat lo snippet di un brano intitolato Run It Back!, composto insieme a Gordwin e prodotto da DJ Patt e Stain. Il 4 gennaio 2018, Gordwin rivela che il brano farà parte del suo album di debutto I Wish Heaven Had Visiting Hours. Il 23 gennaio 2019, durante la prima tappa del tour Members Only V.S. The World Tour del collettivo Members Only a Santa Ana, California, Gordwin esegue la canzone nella sua interezza. Secondo Gordwin, il brano "è stato registrato durante l'ultimo periodo del vecchio X quando ancora aveva i capelli metà biondi".
L'11 giugno, Gordwin rivela che avrebbe pubblicato Run It Back! come singolo il giorno dopo se avrebbero raggiunto i 5000 pre-ordini dell'album Broken Kids Club. Il singolo è stato pubblicato ufficialmente il giorno successivo, il 12 giugno.
Il 17 luglio, Gordwin pubblica sul suo canale Youtube il video ufficiale di Cry Baby, Cell 17.  Il video è stato girato al Miami Beach Botanical Garden di Miami, in Florida.
Il 30 luglio 2019, Xen pubblica il video musicale di Run It Back! sul canale Youtube di XXXTentacion.

## Tracce
1. Intro – 0:29 (testo: Craig Gordwin – musica: Craig Xen)
2. Run It Back! (feat. XXXTentacion) – 2:06 (testo: Craig Gordwin, Jahseh Onfroy – musica: DJ Patt, Stain)
3. Cry Baby, Cell 17 – 1:52 (testo: Craig Gordwin – musica: King Yosef)
4. Last Time (feat. Gvllow) – 2:17 (testo: Craig Gordwin – musica: Gvllow)
5. Too Many – 2:57 (testo: Craig Gordwin – musica: Shepard Sounds)
6. Forever (feat. Flyboy Tarantino) – 3:13 (testo: Craig Gordwin, Steven Mancebo – musica: Stevie Hardy)
7. STAIN (feat. Smokepurpp, Ski Mask the Slump God) – 2:17 (testo: Craig Gordwin, Omar Pineiro, Stokeley Goulbourne – musica: Stain, Dj Patt)

## Accoglienza
L'EP è stato accolto positivamente dalla critica.